# 1-й Окремий Троїцький латвійський батальйон
Троїцький батальйон (Латвійський (Троїцький) стрілецький батальйон або 1-й Окремий Троїцький латвійський батальйон, згодом 1-й Латвійський стрілецький полк латис. Latvijas strēlnieku (Troickas) pulks) — латвійське військове національне формування в Білому русі на Далекому Сході Росії під начальством військ Антанти.
За наказом військового міністра Тимчасового Сибірського уряду генерала М. О. Галкіна від 1 жовтня 1918 у місті Троїцьк був організований Латвійський батальйон. До нього увійшли, крім колишніх стрільців, латиші — колоністи і біженці.
Батальйон тактично значився в складі 2-ї армії Східного фронту (командувач генерал-лейтенант Микола Олександрович Лохвицький). Виконував охоронні функції в Троїцьку, одна рота (120 багнетів під командуванням капітана Ж. Бріесма) брала участь з 29 квітня - 29 травня 1919 в каральній операції проти більшовиків у Кустанайському повіті. На початку літа батальйон перейшов у підпорядкування союзників і почав евакуацію до Владивостока. З 25 липня по 17 серпня здійснив піший перехід з Троїцька в Макушино (500 км), де приєднався до Чехословацького корпусу. У січні 1920 в батальйоні було вже 906 багнетів і його перейменували в 1-й Латвійський стрілецький полк.
Взимку 1919-1920 разом з Чехословацьким корпусом — в ар'єргарді 3-ї дивізії, між польськими та чеськими ешелонами — через Омськ, Томськ, Читу і Харбін з боями (найважчий був Нижньоудинський бій), Троїцький полк дістався (на станції Клюквенна 200 стрільців дезертували) 13 червня 1920 до Владивостока (близько 6000 км) і разом з Імантським полком на судах союзників був доставлений 3 жовтня в латвійський порт Лієпая, а через кілька днів залізницею — до Риги. На англійському судні «Вороніж» прибуло понад 1000 стрільців з цивільними особами і дітьми. За транспортування обох полків 1922 Франція взяла з Латвії 8 500 017 франків, а Велика Британія — 130 тисяч фунтів стерлінгів.
1 серпня 1920 полк було перейменовано в Латвійський стрілецький (Троїцький) полк (латис. Latvijas strēlnieku (Troickas) pulks) і в грудні його розмістили в Лудзі, Краславі і в Резекне для охорони кордону. У 1922 полк розформували, частина складу демобілізувався, а особовий склад, що залишився включили до складу Айзпутського піхотного полку, як 3-й батальйон.